# 日産・ワンビア

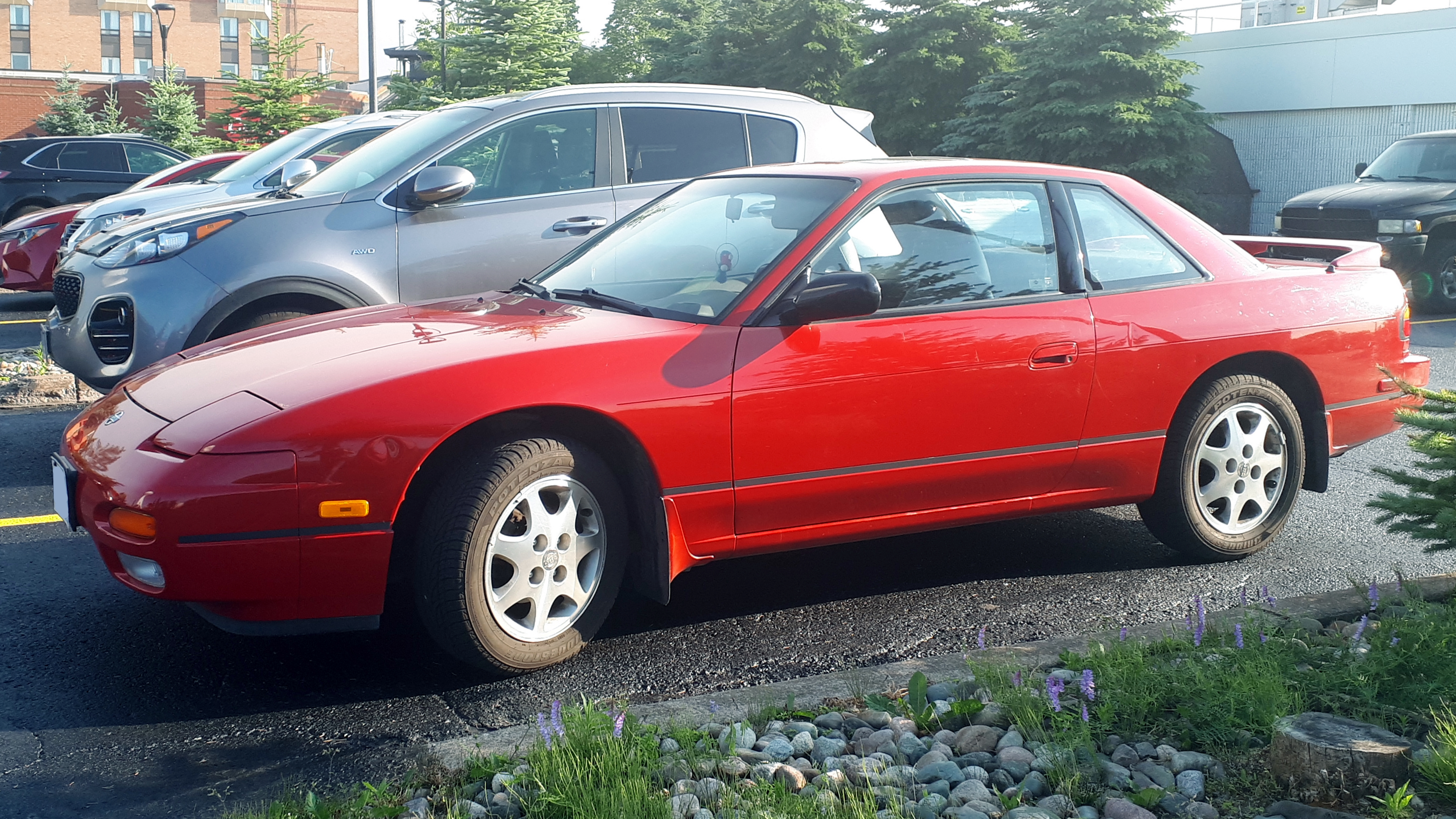
S13の北米仕様車(240SX)は、法規制の関係により純正時点でいわゆる｢ワンビア｣となっている。

ワンビア(Onevia)とは、日産・シルビアの車体に180SXの前部を接合した改造車の通称である。エイシル、ワンシルなど様々な呼び名が存在する。いわゆる顔面スワップと呼ばれる改造の一つで、シルエイティとは前後逆の構成である。

## 概要
S13型シルビアと180SXは別車種だが型式は同じ「S13」であり、基本構造を共有する姉妹車の関係にある。それゆえパーツの互換性が高く、流用が比較的容易に行える。
このような改造車が生まれた背景としては、180SXにシルビアの前部を装着した「シルエイティ」の存在があった。シルエイティについては、当時のS14型シルビアが不人気であり、むしろ旧型のS13型シルビアの人気が高まり、その代替車としてのニーズがあった。また「180SXのフロント部分を破損した際に、180SXのリトラクタブル・ヘッドライトは高価であるため、S13型シルビアのフロント構成パーツを流用して修理したほうが安上がりである」「重量のあるリトラクタブル・ヘッドライトを取り払うことでフロント部分が軽量化され性能が向上する」といった明確な改造理由が存在した。しかし、シルエイティとは前後逆の構成となるワンビアの場合、生産終了した人気車種であったS13型シルビアを、当時も新車が販売中の180SX類似の外見にわざわざ改造するメリットは少なく、高価なリトラクタブル・ヘッドライトを購入することになり、重量の増大で性能も下がるため、シルエイティほどの人気は出なかった。そのため経済的・走行性能的なメリットはなく、「ノッチバックの180SXが欲しい」という非常に限られた外見的ニーズしかなかった。

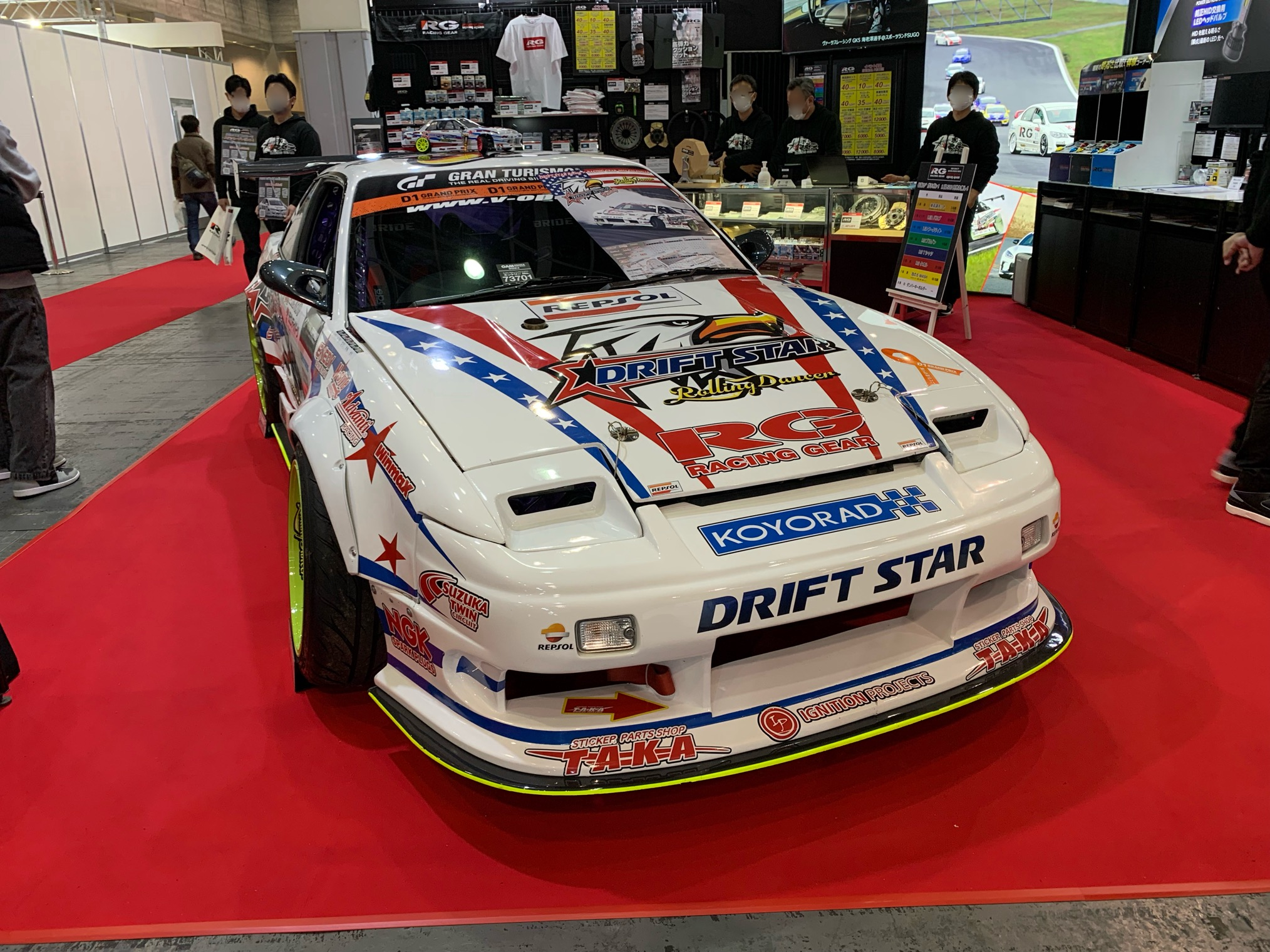
D1グランプリのワンビア

前述のように180SXが新車として発売中の当時は、シルエイティよりも人気が無かったものの、その180SXも新車が販売終了した後においては、あえてワンビアでD1グランプリに参戦し続けていた黒井敦史などのプロドリフト選手の活躍により認知度が高まった。
なお、S13型シルビア/180SXの北米仕様車である240SXは、ヘッドライトの位置に関する規制を背景に、ノッチバックモデル（≒シルビア）も180SXと共通のリトラクタブルヘッドライトを採用しており、日本におけるワンビアと同一の構成となっていた。

## バリエーション
ワンビアは前述の通り、元々は180SXの各種フロントパーツをS13型シルビアに装着した構成の車両であったが、シルビアはその後2度にわたってフルモデルチェンジがなされ、S14型、そしてS15型へとスタイリングも変わっていった。
そのような中で、S14/15型シルビアに180SXのフロント周りを装着する改造例も見られたが、これらの車種は互いに車体の構造が大きく異なるため、板金作業を伴う大幅な改造が必要となる。
また、内海彰乃がS15型シルビアベースのワンビアでD1グランプリに参戦していたこともある。

## 車名の由来
前半分である「180SX（ワンエイティ）」と後ろ半分である「シルビア」のかばん語である。ただし、公式名称ではなく俗称にすぎない（対してシルエイティは、元々は俗称だったが現在は商標登録されている）。なお、「シルエイティ」の名称はこの逆の理由から。